# Олійник Олександр Миколайович (футболіст)
Олександр Миколайович Олійник (нар. 31 жовтня 1987, Ізмаїл, Одеська область) — український футболіст, півзахисник.

## Біографія

### Кар'єра гравця
Вихованець РВУФК (Київ) та ДЮСШ (Ізмаїл), у турнірах ДЮФЛ України також захищав кольори команди «Вікторія» з Узина.
Професійні виступи розпочав у білоцерківській «Росі», у складі якої дебютував 22 травня 2005 року, вийшовши на заміну у грі другої ліги чемпіонату України проти «Кримтеплиці» (поразка 1:4). Виступав у складі «Росі» до кінця 2008 року, після чого переїхав до Молдови, де провів 4 гри у складі кишинівської команди «Дачія».
Улітку 2009 року повернувся до України, уклавши 5-річний контракт з донецьким «Металургом». У чемпіонаті виступав виключно за команду дублерів. Єдиний матч за основний склад «металургів» зіграв 28 жовтня 2009 року у 1/4 Кубка України проти «Дніпра» (2:1), вийшовши на заміну в середнині першого додаткового тайму.
Улітку 2010 року перейшов до друголігової чернігівської «Десни». Після цього виступав за друголігові команди «Кристал» (Херсон), «Енергія» (Миколаїв) а також першолігові «Олімпік» (Донецьк) і «Геліос» (Харків).
З 20 серпня по 10 вересня 2015 року був заявлений за керченський «Океан», у складі якого провів один матч у чемпіонаті Криму.
У 2017−2018 роках виступав у Чемпіонаті Харківської області за «Енергетик» з Солоницівки.

### Тренерська кар'єра
Наприкінці осені 2018 року Олійник був призначений головним тренером харківської «Кобри», яка виступала у Чемпіонаті України серед аматорів, але так і не провів як тренер жодної гри. 16 листопада «Кобра» знялася зі змагання.
На початку лютого 2019 року за повідомленнями ЗМІ був призначений виконувачем обов'язків головного тренера ПФК «Суми», але під керівництвом Олійника команді не довелося провести жодного офіційного матчу. Підготовка «городян» до другої частини сезону розпочалася 11 березня, вже за 8 днів головним тренером команди було призначено Олега Луткова, а Олійник став його асистентом. Менше, ніж через місяць, 11 квітня 2019 року контрольно-дисциплінарний комітет ФФУ позбавив ПФК «Суми» професійного статусу за систематичну участь у договірних матчах.